# Alicia beebei
Alicia beebei är en havsanemonart som beskrevs av Oscar Henrik Carlgren 1940. Alicia beebei ingår i släktet Alicia och familjen Aliciidae. Inga underarter finns listade i Catalogue of Life.